# Aitvaras
Der Aitvaras (lit. aitvaras) ist eine Gestalt aus der baltischen Mythologie und Sagenwelt.
Der Aitvaras bewegt sich fliegend und er ist zumeist feurig, kann aber sein Aussehen ändern. Er bringt Getreide und anderen Reichtum, den er aber mitunter dem Nachbarn entwendet. Wird er verzürnt, brennt er das Haus nieder. Erstmals erwähnt wurde das Wesen 1547 von Martynas Mažvydas. Von späteren Quellen wird er auch mit dem Inkubus verglichen. In einigen Aspekten besteht Ähnlichkeit zum Alb. Sonst wird er mit der Schlange oder häufiger mit dem Drachen verglichen – das Kinderspielzeug „Drachen“ heißt entsprechend im Litauischen aitvaras.
Der Aitvaras wird aus dem Ei eines siebenjährigen Hahnes oder aus dem Hoden eines schwarzen Hengstes ausgebrütet oder durch Füttern mit Eierspeise angelockt. Der Name wurde verschieden erklärt, aber keine Erklärung ist allgemein anerkannt.